# Eiskarsee
Eiskarsee är en sjö i Österrike.   Den ligger i förbundslandet Steiermark, i den centrala delen av landet, 220 km sydväst om huvudstaden Wien. Eiskarsee ligger 2 068 meter över havet.
Trakten runt Eiskarsee består i huvudsak av gräsmarker. Runt Eiskarsee är det glesbefolkat, med 20 invånare per kvadratkilometer.